# التأهيل للإشراف على البحوث
في فرنسا، تعد شهادة التأهيل للاشراف على البحوث (HDR، حرفيًا التأهيل لتوجيه البحث) شهادة «تمنح الاعتراف بالمستوى العلمي العالي للمرشح، وأصالة نهجه في مجال العلوم، وقدرته على إتقان استراتيجية بحث في مجال علمي أو تقاني واسع بما فيه الكفاية، وقدرته على الإشراف على الباحثين الشباب». أُنشئت سنة 1984 بموجب قانون سافاري، لتحل محل دكتوراه الدولة.
يعد الحصول على التأهيل لتوجيه البحث شرطًا أساسيًا للترشيح لمنصب أستاذ جامعي. وهو ليس إلزاميا في الأوساط الأكاديمية الفرنسية بشكل عام، مطلوب أيضًا عمليًا التقدم لوظائف إدارة الأبحاث في المؤسسة العمومية ذات الصبغة العلمية والثقافية والمهنية [الفرنسية] (بالفرنسية: Établissement public à caractère scientifique, culturel et professionnel)‏ (EPST). هناك استثناءات لهذه القاعدة. الشخص الذي يُعين في منصب الأستاذية مؤهل تلقائيًا لإدارة الأبحاث.
يُعد الحصول على التأهيل لتوجيه البحث شرطًا أساسيًا للإشراف على أطروحة الدكتوراه أو العمل مقررًا لأطروحة الدكتوراه (في حالة عدم وجود رتبة أستاذ جامعي أو مدير دراسة أو مدير بحث).